# قائمة قادة الحشاشين
تأسست جماعة الحشاشين في بلاد فارس عام 1090 على يد الحسن الصباح. تتضمن قائمة الشخصيات المرتبطين بالجماعة ما يلي:
- الحكيم المنجم (توفي 1103)
- أبو طاهر الصائغ (توفي 1113)
- بهرام الداعي، ابن أخ الأسدآبادي (توفي 1127)
- راشد الدين سنان (توفي 1193)
- صارم الدين مبارك، صهر الظاهر بيبرس سلطان مصر (ازدهر 1271).

## آخرون
- أبو طاهر الأراني (ازدهر 1090)
- دهدار أبو علي (ازدهر 1090)
- مؤيد الدين مظفر (ازدهر 1096)
- شرف الدين محمد، ابن مؤيد الدين مظفر (ازدهر بعد 1096)
- أبو إبراهيم الأسدآبادي (توفي 1101)
- أبو الفتح السرميني (ازدهر 1106)
- عبد الملك بن عطاش (توفي 1107)
- أحمد بن عبد الملك بن عطاش (توفي 1107)
- إسماعيل العجمي (توفي 1130)
- علي بن وفاء (توفي 1149)
- الشيخ أبو محمد (ازدهر 1162)
- خواجة علي بن مسعود (ازدهر 1162)
- أبو منصور، ابن أخ أبي محمد (ازدهر 1162)
- نصر العجمي (ازدهر 1193)
- كمال الدين الحسن (ازدهر بعد 1221)
- مجد الدين (توفي بعد 1227)
- سراج الدين مظفر بن الحسين (ازدهر 1227–1238)
- تاج الدين أبو الفتوح بن محمد (توفي بعد 1249)
- رضي الدين أبو المعالي (ازدهر 1256)
- نجم الدين (توفي 1274)
- شمس الدين، ابن نجم الدين (ازدهر 1274).

لاحظ أن هذه القائمة لا تشمل الدعاة والأئمة الذين حكموا الدولة الإسماعيلية النزارية من 1090 إلى 1256، بدءاً بالحسن الصباح.